# Hässlebrodd
Hässlebrodd (Milium effusum) är en växtart av släktet Milium i familjen gräs, som förekommer i fuktiga skogar i Holarktis och är ett perenn gräs. 
Hässlebrodd är mycket storvuxet och kan bli upp till 2 m högt, samt blommar i juni-juli. Hässlebrodden fungerar som mellanvärd åt mjöldrygesvampen Claviceps purpurea. 

## Bildgalleri

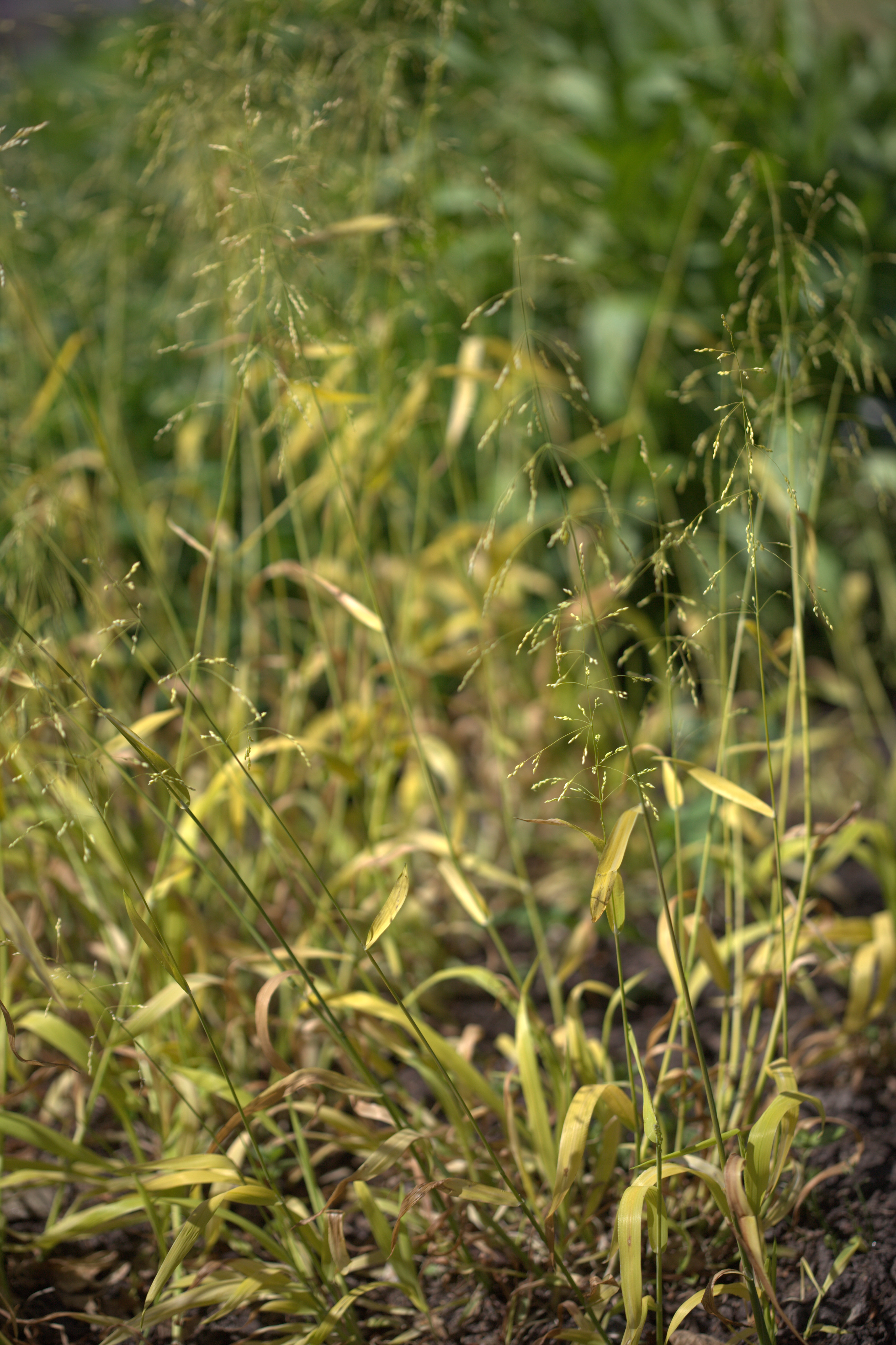
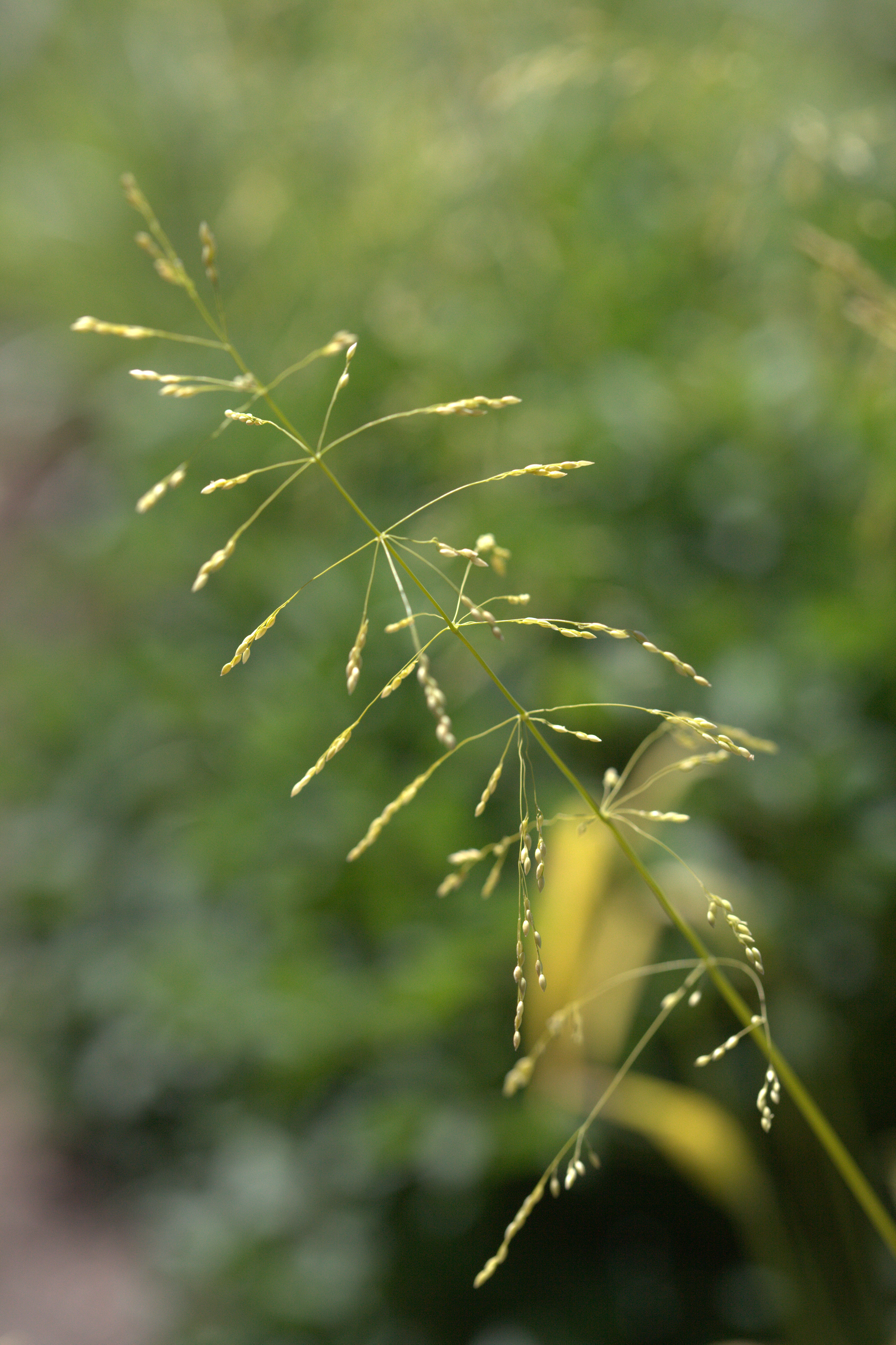